# 오자와 켄지
오자와 켄지(일본어: 小沢 健二 오자와 겐지[*], 1968년 4월 14일 ~ )는 일본의 남성 싱어송라이터이다. 오자켄(일본어: オザケン)이라는 별명으로도 알려져 있다. 조부는 치과의사 오자와 가이사쿠(小澤開作)이며 만주국 협화회 창설자 중 1인이기도 하다.

## 생애
1968년 4월 14일 가나가와현 사가미하라시에서 아버지 오자와 도시오(小澤俊夫, 독일 문학자)와 어머니 오자와 마키코(小沢牧子, 심리학자)의 차남으로 태어났다.
1988년 도쿄 대학에 입학함과 동시에 중학교 시절 같은 테니스부였던 오야마다 케이고의 권유로 음악 그룹 롤리팝 소닉에 가입하게 된다. 플리퍼스 기타 해체 2년 뒤인 1993년부터는 솔로로 음악 활동을 하고 있다.

## 음반 목록

### 싱글
- 1993년 〈天気読み〉 텐키요미 /날씨 읽기
- 1993년 〈暗闇から手を伸ばせ〉 쿠라야미카라 테오 노바세 /암흑에서 손을 뻗어
- 1994년 〈今夜はブギー・バック(nice vocal)〉 콘야와 부기・백 (nice vocal) /오늘밤은 부기・백 (nice vocal)
- 1994년 〈愛し愛されて生きるのさ/東京恋愛専科〜または恋は言ってみりゃボディー・ブロー〉 아이시 아이사레테 이키루노사/도쿄 렌아이 센카 마타와 코이와 잇테미랴 보디・블로

/사랑하며 사랑받으며 사는 거야&도쿄연애전과~또는 사랑은 말하자면 보디・블로
- 1994년 〈ラブリー〉 러블리
- 1995년 〈カローラⅡにのって〉 카로라 II니 놋테 /카롤라 투를 타고
- 1995년 〈強い気持ち・強い愛/それはちょっと〉 츠요이 기모치 츠요이 아이/소레와 촛토

강한 마음・강한 사랑&그건 좀
- 1995년 〈ドアをノックするのは誰だ？〉 도아오 놋쿠스루노와 다레다? /문을 두드리는 건 누구야?
- 1995년 〈戦場のボーイズ・ライフ〉 센조노 보이즈・라이프 /전장의 보이즈・라이프
- 1995년 〈さよならなんて云えないよ〉 사요나라 난테 이에나이요 /안녕이라고 말할 수 없어
- 1995년 〈痛快ウキウキ通り〉 츠카이 우키우키 도리 /통쾌 두근두근 거리
- 1996년 〈ぼくらが旅に出る理由 (Single Edit)〉 보쿠라가 타비니 데루 리유 (Single Edit) /우리가 여행을 떠나는 이유 (Single Edit)
- 1996년 〈大人になれば〉 오토나니 나레바 / 어른이 된다면
- 1996년 〈夢が夢なら〉 유메가 유메나라 /꿈이 꿈이라도
- 1997년 〈Buddy/恋しくて〉 Buddy/코이시쿠테

/Buddy&그리워서
- 1997년 〈指さえも/ダイスを転がせ〉 유비사에모/다이스오 코로가세

/손가락조차도&주사위를 굴려라
- 1997년 〈ある光〉 아루 히카리 /어떤 빛
- 1998년 〈春にして君を思う〉 하루니 시테 키미오 오모우 /봄이되어 너를 생각한다

### 정규 음반
| 연도   | 제목 | 최고순위 |
| ------ | --- | -------- |
| 1993년 | 《이누와 호에루가 캐러밴와 스스무》 (犬は吠えるがキャラバンは進む 개는 짖지만 캐러밴은 계속 나아간다[*])  | 9        |
| 1994년 | 《LIFE》                                                                                                  | 5        |
| 1996년 | 《규타이노카나데루 온가쿠》 (球体の奏でる音楽 구체가 연주하는 음악[*])                                    | 1        |
| 2002년 | 《Eclectic》                                                                                              | 7        |
| 2003년 | 《세쓰나》 (刹那 찰나[*])                                                                                 | 29       |
| 2006년 | 《Ecology Of Everyday Life 마이니치노 간쿄가쿠》 (Ecology Of Everyday Life 毎日の環境学 매일의 환경학[*]) | 35       |